# 10. Sinfonie (Beethoven)
Die 10. Sinfonie ist ein unvollendetes Werk Ludwig van Beethovens. Anhand der erhaltenen Skizzen und Notizen komponierte Barry Cooper einen ersten und zweiten Satz. Ein dritter und vierter Satz wurden mit Hilfe von künstlicher Intelligenz (KI) erstellt und 2021 uraufgeführt.

## Originalskizzen von Beethoven
Bereits im Juli 1822 erklärte Beethoven dem Leipziger Musikjournalisten Friedrich Rochlitz, er plane noch „zwei große Symphonieen, und jede anders; jede auch anders als meine übrigen“. Eine war offenbar die Sinfonie Nr. 9 d-Moll op. 125, die am 7. Mai 1824 zur Uraufführung gelangte, die andere die 10. Sinfonie.
Acht Tage vor seinem Tod, am 18. März 1827, bedankte sich Beethoven in einem Brief an Ignaz Moscheles in London für die ihm zur Linderung seiner Not überwiesenen 100 Pfund Sterling der Royal Philharmonic Society und versprach, der Gesellschaft als Gegenleistung „eine neue Synfonie“ zu komponieren, „die schon skizirt in meinem Pulte liegt“.
1844 veröffentlichte Beethovens früherer Sekretär Anton Schindler einen Artikel mit einigen Skizzen zu dieser 10. Sinfonie. Des Weiteren erzählte Karl Holz, ein Freund des Komponisten, dem Musikwissenschaftler Otto Jahn 1852, zu dem Werk gäbe es eine „Einleitung in Es dur, ein sanfter Satz, und ein gewaltiges Allegro in C Moll“. Beides habe ihm Beethoven auf dem Klavier vorgespielt.
1983 entdeckte schließlich der britische Beethoven-Forscher Barry Cooper bei Recherchen in der Berliner Staatsbibliothek Skizzen von 1825, die er als Entwürfe für diese 10. Sinfonie Beethovens identifizieren konnte. Zur selben Zeit untersuchte der Beethoven-Forscher Sieghard Brandenburg Skizzen aus den Jahren 1822 und 1824, von denen er einige gleichfalls der 10. Sinfonie zuschreiben konnte.
Heute zählt die Beethoven-Forschung über 40 Skizzen zu diesem unvollendeten Werk, die in verschiedenen Skizzenbüchern überliefert sind. Außer in der Berliner Staatsbibliothek befinden sie sich im Beethoven-Haus in Bonn sowie im Archiv der Gesellschaft der Musikfreunde in Wien.

## Vervollständigung der ersten beiden Sätze durch Barry Cooper
Die von Barry Cooper in Berlin und Bonn entdeckten musikalischen Entwürfe, die mit der Beschreibung von Karl Holz übereinstimmen, vervollständigte der Forscher zu einem Gesamtsatz. Dabei verwob er beide Motive – oder beide Sätze – miteinander. So beginnt das Werk in Coopers Version mit einer langsamen Einleitung, und erst in der Mitte des Satzes, nach etwa 6 Minuten, leitet eine plötzlich einsetzende Dissonanz das Allegro ein. Ebenso plötzlich geht nach der Vorstellung des Allegro, etwa 9 Minuten lang, dieses wieder in das langsame Thema des Andantes über und endet nach weiteren 5 Minuten mit zwei abschließenden Akkorden in Es-Dur.
Obwohl keiner der Entwürfe mehr als zwanzig Takte umfasst, und obwohl es nur wenige Hinweise auf die Instrumentierung gibt, hielt Cooper das musikalische Material für ausreichend, um daraus ein Werk im Geiste Beethovens zu vollenden. „Etwa Zweidrittel basieren direkt auf Beethovens Skizzen“, erklärte Cooper, das Übrige habe er aus dem vorliegenden thematischen Material entwickelt. Cooper kam es darauf an, einen künstlerischen Eindruck von dem, was Beethoven womöglich geplant hatte, zu vermitteln und die Skizzen, gemessen an Beethovens hohen Ansprüchen, so gut wie möglich in den von ihm beabsichtigten Kontext zu stellen. Die Partitur der Vervollständigung erschien 1988 im Verlag Universal Edition in Wien und wurde 2013 neu aufgelegt.
Coopers Fassung wurde am 18. Januar 1988 in der Royal Festival Hall in London mit dem Royal Liverpool Philharmonic Orchestra unter der Leitung von Walter Weller uraufgeführt.

## Ergänzung zweier durch KI erstellter Sätze
Zum 250. Geburtstag des Komponisten im Jahr 2020 versuchte die Deutsche Telekom mit einem internationalen Team aus Musikexperten und Experten für künstliche Intelligenz (KI) unter der Leitung von Matthias Röder, dem Leiter des Salzburger Karajan-Instituts, den dritten und vierten Satz zu Beethovens 10. Sinfonie mit Hilfe von künstlicher Intelligenz dazu zu komponieren.
Die Entwickler unter Leitung von Ahmed El-Gamal trainierten die KI hierzu mit ca. 10.000 Musikstücken nicht nur von Beethoven selber, sondern auch von Komponisten, durch die Beethoven inspiriert bzw. beeinflusst wurde. Diese Daten wurden analysiert, maschinenlesbar aufbereitet und mit Hilfe von Algorithmen der Sprachverarbeitung angepasst. Die Vorschläge der KI wurden von Musikwissenschaftlern begutachtet, die besten ausgewählt und wieder in das System zurückgespielt, das dann daraus weitere Notenabschnitte entwickelte. Ideen Beethovens, die für eine KI nicht verständlich sind wie etwa Choral-Anklänge oder beschreibende Worte, mussten zu Vorgaben für die KI definiert werden. Das Expertenteam legte außerdem die generelle Struktur für die fertige Komposition fest. Es stellte sich heraus, dass die KI nicht nur die Ideen Beethovens aufgriff, sondern neue Ideen einbrachte.
Orchestriert wurde das so entstandene Werk von Walter Werzowa,, wobei er im Finale auch eine Orgel einbezog. Es wurde 2021 vom Beethoven Orchester Bonn unter Leitung von Dirk Kaftan in Beethovens Geburtsstadt Bonn uraufgeführt.

## Rezeption
Yehudi Menuhin bewertete den Fund der Skizzen Beethovens als „bedeutend“. Barry Cooper bescheinigte er, mit „bewundernswertem Sachverstand, akribischer Sorgfalt und größtem Respekt vor Beethovens mutmaßlichen Intentionen“ vorgegangen zu sein.
Die Computerrekonstruktion der weiteren Sätze wird von Kritikern als „interessant“, aber wenig aussichtsreich für einen dauerhaften Verbleib im Konzertrepertoire eingeschätzt. Bis auf zwei Zitate aus bekannten Beethoven-Werken wirke das Ergebnis „konventionell, kleinteilig – und nur selten wirklich nach Beethoven“. Diese Einschätzung teilt auch der Dirigent der Uraufführung Dirk Kaftan: „Um es mal kurz zu machen: Das ist kein Beethoven.“

## Diskographie

### Vervollständigung durch Cooper
- 1988: Wyn Morris, London Symphony Orchestra, IMP Classics[12]
- 1988: Walter Weller, City of Birmingham Symphony Orchestra, Chandos Records[13]
- 2003: Douglas Bostock, Böhmische Kammerphilharmonie Pardubice (international auch als Czech Chamber Philharmonic Orchestra bezeichnet), Classico[14]

### KI ergänzte Sätze
- 2021: Dirk Kaftan, Beethoven Orchester Bonn, Deutsche Telekom/BMG Rights Management, nur die Sätze 3 und 4 ohne Coopers Vervollständigung[15]